# Jean Cabannes
Jean Cabannes   (Marsella, 12 d'agost de 1885 - Sant Ceri de Mar, 31 d'octubre de 1959) va ser un físic francès que es va especialitzar en òptica.

## Biografia
Després de completar els seus estudis en el liceu niçard, va ingressar a l'Escola Normal Superior de París el 1906, el mateix any que Georges Bruhat, habilitant-se com a agregat de física el 1911.
De 1910 a 1914, Jean Cabannes va ser preparador en la Facultat de Ciències de la Universitat de Marsella i es va unir al laboratori de Charles Fabry, on va preparar la seva tesi doctoral sobre la difusió de la llum a través de les molècules atmosfèriques. Durant la Primera Guerra Mundial és assignat amb Émile Borel en Champagne a la secció de localització de les bateries d'artilleria enemigues mitjançant l'anàlisi del so dels seus trets, segons el sistema inventat per Pierre Weiss i Aimé Cotton. El 1919, va tornar a Marsella per completar la seva tesi, presentada el 1921.
Va ser nomenat el 1920 professor de física en la Facultat de Ciències de la Universitat de Montpeller, sent guardonat amb el títol de professor sense càtedra el 1924 i nomenat catedràtic de física el 25 d'octubre de 1925. Va obtenir el lloc de professor de física pertanyent a la càtedra de Charles Fabry de la Facultat de Ciències de la Universitat de París el 1937. Va rebre el títol de professor sense càtedra el 1938, succeint al professor Aimé Cotton com a professor de física general i director del laboratori de recerca física. Així mateix, va succeir com a degà a Paul Montel entre 1946 i 1949, i va ser triat membre de l'Acadèmia de Ciències de França el 1949.
Es va casar el 1921 amb la filla d'Eugène Fabry (i també neboda de Charles Fabry). Va tenir quatre fills, incloent, en particular al matemàtic Henri Cabannes.

## Realitzacions
De 1910 a 1914 Cabannes va treballar en el laboratori de Charles Fabry a Marsella estudiant la forma en què les molècules de gas difonien la llum, tema introduït per Lord Rayleigh a finalitats del segle xix.
El 1914 va demostrar que els gasos purs podien dispersar llum. Això va ser publicat en Comptes Rendus el 1915. La seva carrera va ser després interrompuda durant cinc anys per la Primera Guerra Mundial.
El 1919 Cabannes va tornar al laboratori de Fabry per completar la seva tesi, després de la qual cosa es va mudar a Montpeller i més tard a París. El 1925, Jean Dufay i ell van calcular l'altura de la capa d'ozó. El 1928, Pierre Daure, Yves Rocard, Cabannes i altres científics van descobrir que els gasos que difonen llum monocromàtica podien també canviar amb la seva longitud d'ona, fenomen denominat efecte Cabannes-Daure.
Això va ser identificat independentment per C. V. Raman i K. S. Krishnan en líquids i per Gregory Landsberg i L. I. Mandelstam en cristalls. Cabannes va ser proposat per Fabry com a candidat per al Premi Nobel en Física de 1929, el qual va ser finalment atorgat a de Broglie.
El premi de 1930 va ser atorgat a Raman, el qual, usant la mecànica quàntica, va donar l'explicació completa al fenomen que ara porta el seu nom.

## Reconeixements
- Va rebre el premi Félix Robin de Societat Francesa de Física el 1924; i el 1951 va ser el primer guanyador del Premi dels tres físics, instituït pel ENS en honor de la memòria de Henri Abraham, Eugène Bloch i Georges Bruhat.[2]
- Comandant de la Legió d'Honor[3] el 1952.
- El 1970 es va decidir en el seu honor anomenar «Cabannes»[4] a un cràter lunar situat en el cara oculta de la Lluna.